# ابرهارد یانوتا
ابرهارد یانوتا (به آلمانی: Eberhard Janotta) بازیکن فوتبال و هافبک اهل آلمان شرقی بود که از سال ۱۹۸۶ میلادی عضو تیم ملی فوتبال آلمان شرقی بوده‌است. وی در ۱ بازی ملی حضور داشته و در بازی‌های ملی‌اش گلی به ثمر نرساند. ابرهارد یانوتا آخرین بازی ملی خود را در سال ۱۹۸۶ میلادی انجام داد.